# Міжрегіональні територіальні органи Держаудитслужби
Міжрегіональні територіальні органи Держаудитслужби — утворені відповідно до постанови Кабінету Міністрів України від 6 квітня 2016 р. № 266 «Про утворення міжрегіональних територіальних органів Державної аудиторської служби» територіальні органи Державної аудиторської служби України, які діють на території декількох областей України.
До складу міжрегіональних територіальних органів Держаудитслужби (далі — МТО) належать: Західний офіс Держаудитслужби, Південний офіс Держаудитслужби, Північний офіс Держаудитслужби, Північно-східний офіс Держаудитслужби, Східний офіс Держаудитслужби.

## Утворення та особливості діяльності
Всі МТО утворені Кабінетом Міністрів України шляхом приєднання реорганізованих територіальних органів Державної фінансової інспекції України.
Під час утворення МТО функції щодо кадрової роботи, організаційної роботи, фінансового забезпечення, та інші функції, безпосередньо не пов'язані з проведенням заходів державного фінансового контролю, залишились у віданні центральних апаратів офісів, натомість до приєднання такі підрозділи були у складі всіх обласних фінансових інспекцій.
Центральні апарати офісів розташовані в Львові, Одесі, Києві, Харкові та Дніпрі та здійснюють безпосередню діяльність на території відповідних регіонів.
Утворення МТО супроводжувалось скороченням як штатних посад так і фактичних працівників.
| Кадрове забезпечення в динаміці за 2010—2016 роки |                            |                               |                                  |                                  |
| Дата                                              | Чисельність посад по штату | Фактично укомплектовано посад | Скорочено проти минулого періоду | Скорочено проти минулого періоду |
| Дата                                              | Чисельність посад по штату | Фактично укомплектовано посад | по штату                         | по факту                         |
| 01.01.2010                                        | 8 880                      | 8 477                         | + 212                            | + 263                            |
| 01.01.2011                                        | 8 427                      | 7 818                         | - 453                            | - 659                            |
| 01.02.2012                                        | 7 127                      | 5 816                         | - 1300                           | -2 002                           |
| 01.01.2013                                        | 7 127                      | 6 261                         | -                                | +445                             |
| 01.01.2014                                        | 7 127                      | 6 125                         | -                                | -136                             |
| 01.01.2015                                        | 6 414                      | 4 711,75                      | -713                             | -1 413,25                        |
| 01.01.2016                                        | 4 457                      | 3 428                         | -1 957                           | -1 283,75                        |
| 01.01.2017                                        | 3 200                      | 2 623                         | -1 257                           | -805                             |

Постановою Кабінету Міністрів України від 03 березня 2020 року № 182 передбачено ліквідувати як юридичні особи публічного права міжрегіональні територіальні органи Державної аудиторської служби.
Натомість передбачено утворення міжрегіональних територіальних органів Офісу фінансового контролю (проект постанови розміщено на вебсторінці Держаудитслужби).

## Західний офіс Держаудитслужби

### Утворення та штатне наповнення
Під час утворення до складу офісу приєднано реорганізовані територіальні органи Державної фінансової інспекції , а саме: Державна фінансова інспекція у Львівській області; Державна фінансова інспекція у Волинській області; Державна фінансова інспекція в Закарпатській області; Державна фінансова інспекція в Івано-Франківській області; Державна фінансова інспекція в Рівненській області; Державна фінансова інспекція в Тернопільській області; Державна фінансова інспекція в Чернівецькій області; Державна фінансова інспекція в Хмельницькій області.
У складі Офісу утворено як структурні підрозділи управління в у Волинській, Закарпатській, Івано-Франківській, Рівненській, Тернопільській, Чернівецькій, Хмельницькій областях.
Управління здійснюють свої повноваження на території адміністративно-територіальної одиниці за їх місцезнаходженням відповідно.
На території Львівської області реалізацію державного фінансового контролю здійснює апарат Офісу.
Штатне наповнення офісу станом на 01.07.2017
| № з/п | Міжрегіональні територіальні органи Держаудитслужби та їх підрозділи в областях | Штатна чисельність посад | Фактично укомплектовано посад станом на 01.01.2017 |
| 1     | Західний офіс (м. Львів)                                                        | 185                      | 179                                                |
| 2     | Волинська                                                                       | 65                       | 60                                                 |
| 3     | Закарпатська                                                                    | 70                       | 66                                                 |
| 4     | Івано-Франківська                                                               | 85                       | 82                                                 |
| 5     | Рівненська                                                                      | 75                       | 66                                                 |
| 6     | Тернопільська                                                                   | 70                       | 66                                                 |
| 7     | Чернівецька                                                                     | 65                       | 54                                                 |
| 8     | Хмельницька                                                                     | 80                       | 75                                                 |

|                       |  |  |
| Медаль у формі монети |  |  |

### Склад офісу
- апарат Офісу;
- Управління Західного офісу Держаудитслужби у Волинській області;
- Управління Західного офісу Держаудитслужби  в Закарпатській області;
- Управління Західного офісу Держаудитслужби в Івано-Франківській області;
- Управління Західного офісу Держаудитслужби  в Рівненській області;
- Управління Західного офісу Держаудитслужби в Тернопільській області;
- Управління Західного офісу Держаудитслужби в Хмельницькій області;
- Управління Західного офісу Держаудитслужби  в Чернівецькій області.

### Керівництво
Начальник офісу — Кроляк Роман Йосипович;
Перший заступник начальника офісу — Воїнський Володимир Іванович;
Заступник начальника офісу — Пишник Леся Мирославівна.

### Основні показники діяльності (не включають показники контролю за комунальними ресурсами)
| № п/п | Найменування області/рік                 | Недоотримано фінансових ресурсів (виявлено) | Недоотримано фінансових ресурсів (виявлено) | Недоотримано фінансових ресурсів (виявлено) | Недоотримано фінансових ресурсів (виявлено) | Недоотримано фінансових ресурсів (виявлено) | Незаконні витрати ресурсів (виявлено) | Незаконні витрати ресурсів (виявлено) | Незаконні витрати ресурсів (виявлено) | Незаконні витрати ресурсів (виявлено) | Незаконні витрати ресурсів (виявлено) | Нецільові витрати ресурсів (виявлено) | Нецільові витрати ресурсів (виявлено) | Нецільові витрати ресурсів (виявлено) | Нецільові витрати ресурсів (виявлено) | Нецільові витрати ресурсів (виявлено) | Недостачі ресурсів (виявлено) | Недостачі ресурсів (виявлено) | Недостачі ресурсів (виявлено) | Недостачі ресурсів (виявлено) | Недостачі ресурсів (виявлено) |
| № п/п | Найменування області/рік                 | 2016                                        | 2017                                        | 2018                                        | 2019                                        | І півріччя 2023                             | 2016                                  | 2017                                  | 2018                                  | 2019                                  | І півріччя 2023                       | 2016                                  | 2017                                  | 2018                                  | 2019                                  | І півріччя 2023                       | 2016                          | 2017                          | 2018                          | 2019                          | І півріччя 2023               |
| 1     | Волинська                                | 1 837,22                                    | 39 570,30                                   | 1 871,45                                    | 1820,66                                     | 5 804.76                                    | 12 381,93                             | 14 348,51                             | 21 949,67                             | 24 774,23                             | 50 074.45                             | 0,00                                  | 8 861,97                              | 9 209,33                              | 776,62                                | 6 383.71                              | 98,02                         | 1 570,03                      | 3,76                          | 9,78                          | 0.00                          |
| 2     | Закарпатська                             | 824,35                                      | 596,23                                      | 1 351,78                                    | 139,65                                      | 4 981.48                                    | 5 680,98                              | 7 947,95                              | 19 760,09                             | 2 121,25                              | 10 096.93                             | 0,00                                  | 5,60                                  | 980,27                                | 35,5                                  | 2 328.07                              | 10,59                         | 8,23                          | 1 136,42                      | 0                             | 8.58                          |
| 3     | Івано-Франківська                        | 2 985,30                                    | 806,88                                      | 374,63                                      | 2 932,51                                    | 3 812.48                                    | 9 021,88                              | 5 991,49                              | 2 163,94                              | 29 112,70                             | 9 039.80                              | 967,73                                | 9 837,28                              | 4 941,55                              | 5 077,25                              | 36 696.90                             | 118,00                        | 1,01                          | 28,76                         | 3,10                          | 0.44                          |
| 4     | Західний офіс Держаудитслужби (м. Львів) | 24 333,73                                   | 6 034,25                                    | 12 481,36                                   | 32 993,42                                   | 21 714.02                                   | 23 806,84                             | 79 516,84                             | 37 196,15                             | 58 866,30                             | 72 893.70                             | 2 314,85                              | 2 783,95                              | 6 624,70                              | 105,92                                | 68 696.17                             | 41,23                         | 200,09                        | 3 500,25                      | 472,40                        | 59.60                         |
| 5     | Рівненська                               | 8 208,78                                    | 8 080,03                                    | 2 229,31                                    | 3 416,52                                    | 1 547.26                                    | 7 588,64                              | 7 339,96                              | 12 424,46                             | 6 134,52                              | 15 303.60                             | 917,22                                | 0,00                                  | 0,00                                  | 27,37                                 | 29 127.79                             | 202,12                        | 19,97                         | 1,16                          | 8,92                          | 0.00                          |
| 6     | Тернопільська                            | 4 479,85                                    | 11 338,20                                   | 298,92                                      | 409,61                                      | 63 702.43                                   | 11 399,89                             | 14 179,85                             | 17 518,33                             | 9 418,28                              | 3 515 352.09                          | 512,09                                | 397,02                                | 3 476,08                              | 5 990,01                              | 1 831.74                              | 1 683,59                      | 22,21                         | 614,82                        | 0,00                          | 0.97                          |
| 7     | Хмельницька                              | 9 066,41                                    | 1 419,57                                    | 211,47                                      | 6 366,89                                    | 1 711.23                                    | 14 444,79                             | 15 264,80                             | 9 232,41                              | 6 505,18                              | 25 900.34                             | 0,00                                  | 0,00                                  | 0,00                                  | 0,00                                  | 357.80                                | 178,55                        | 2 924,33                      | 4,70                          | 48,50                         | 1.43                          |
| 8     | Чернівецька                              | 1 453,93                                    | 1 300,69                                    | 873,68                                      | 54,02                                       | 21 191.89                                   | 9 810,86                              | 7 454,44                              | 7 076,29                              | 3 344,84                              | 46 322.82                             | 119,65                                | 798,13                                | 4 851,00                              | 0,00                                  | 1 409.30                              | 2,06                          | 0,00                          | 6,46                          | 0,00                          | 0.00                          |

## Південний офіс Держаудитслужби

### Утворення та штатне наповнення
Під час утворення до складу офісу приєднано реорганізовані територіальні органи Державної фінансової інспекції , а саме: Державна фінансова інспекція в Миколаївській області; Державна фінансова інспекція в Одеській області; Державна фінансова інспекція в Херсонській області; Державна фінансова інспекція в Автономній Республіці Крим; Державна фінансова інспекція в м. Севастополі
У складі Офісу утворено структурні підрозділи управління в Миколаївській, Херсонській областях, Автономній Республіці Крим та місті Севастополі.
Управління здійснюють свої повноваження на території адміністративно-територіальної одиниці за їх місцезнаходженням відповідно.
На території Одеської  області реалізацію державного фінансового контролю здійснює апарат Офісу.
Штатне наповнення офісу станом на 01.07.2017
| № з/п | Міжрегіональні територіальні органи Держаудитслужби та їх підрозділи в областях | Штатна чисельність посад | Фактично укомплектовано посад станом на 01.01.2017 |
| 1     | Південний офіс (м. Одеса)                                                       | 160                      | 147                                                |
| 2     | Миколаївська                                                                    | 85                       | 67                                                 |
| 3     | Херсонська                                                                      | 80                       | 71                                                 |

### Склад
- апарат Офісу;
- Управління Південного офісу Держаудитслужби в Миколаївській області;
- Управління Південного офісу Держаудитслужби в Херсонській області.

### Керівництво
Начальник офісу — Ставнійчук Олександр Петрович

### Основні показники діяльності
| № п/п | Найменування області/рік                  | Недоотримано фінансових ресурсів (виявлено) | Недоотримано фінансових ресурсів (виявлено) | Недоотримано фінансових ресурсів (виявлено) | Недоотримано фінансових ресурсів (виявлено) | Недоотримано фінансових ресурсів (виявлено) | Незаконні витрати ресурсів (виявлено) | Незаконні витрати ресурсів (виявлено) | Незаконні витрати ресурсів (виявлено) | Незаконні витрати ресурсів (виявлено) | Незаконні витрати ресурсів (виявлено) | Нецільові витрати ресурсів (виявлено) | Нецільові витрати ресурсів (виявлено) | Нецільові витрати ресурсів (виявлено) | Нецільові витрати ресурсів (виявлено) | Нецільові витрати ресурсів (виявлено) | Недостачі ресурсів (виявлено) | Недостачі ресурсів (виявлено) | Недостачі ресурсів (виявлено) | Недостачі ресурсів (виявлено) | Недостачі ресурсів (виявлено) |
| № п/п | Найменування області/рік                  | 2016                                        | 2017                                        | 2018                                        | 2019                                        | І півріччя 2023                             | 2016                                  | 2017                                  | 2018                                  | 2019                                  | І півріччя 2023                       | 2016                                  | 2017                                  | 2018                                  | 2019                                  | І півріччя 2023                       | 2016                          | 2017                          | 2018                          | 2019                          | І півріччя 2023               |
| 1     | Миколаївська                              | 40 032,60                                   | 45 570,54                                   | 46 410,14                                   | 3 760,11                                    | 7 061.55                                    | 20 620,30                             | 17 043,04                             | 33 647,22                             | 11 491,39                             | 38 889.38                             | 89,89                                 | 7,42                                  | 0,00                                  | 0,00                                  | 0.00                                  | 344,28                        | 671,21                        | 1,60                          | 1,71                          | 4 479.79                      |
| 2     | Південний офіс Держаудитслужби (м. Одеса) | 34 774,45                                   | 2 281,47                                    | 128 443,47                                  | 8 294,47                                    | 7 339.41                                    | 16 659,96                             | 34 687,09                             | 49 173,20                             | 77 773,99                             | 96 949.81                             | 143,49                                | 13,01                                 | 0,00                                  | 4 400,00                              | 4 999.05                              | 2 754,53                      | 685,99                        | 1 213,32                      | 196,60                        | 168.37                        |
| 3     | Херсонська                                | 7 326,84                                    | 3 942,55                                    | 1 252,05                                    | 68,82                                       | 0.00                                        | 17 378,12                             | 8 656,63                              | 28 430,20                             | 8 311,20                              | 22 765.96                             | 0,00                                  | 8 599,71                              | 0,00                                  | 0,00                                  | 0.00                                  | 388,07                        | 68,36                         | 3,11                          | 0,00                          | 0.00                          |

## Північний офіс Держаудитслужби

### Утворення та штатне наповнення
Під час утворення до складу офісу приєднано реорганізовані  територіальні органи Державної фінансової інспекції , а саме: Державна фінансова інспекція у Вінницькій області; Державна фінансова інспекція в Житомирській області; Державна фінансова інспекція в Київській області; Державна фінансова інспекція в Черкаській області; Державна фінансова інспекція в Чернігівській області; Державна фінансова інспекція в м. Києві.
У складі Офісу утворюються як структурні підрозділи управління у Вінницькій, Житомирській, Черкаській, Чернігівській областях (далі — управління).
Управління здійснюють свої повноваження на території адміністративно-територіальної одиниці за їх місцезнаходженням відповідно.
У місті Києві та на території Київської області реалізацію державного фінансового контролю здійснює апарат Офісу.
Штатне наповнення офісу станом на 01.07.2017
| № з/п | Міжрегіональні територіальні органи Держаудитслужби та їх підрозділи в областях | Штатна чисельність посад | Фактично укомплектовано посад станом на 01.01.2017 |
| 1     | Північний офіс (м. Київ)                                                        | 280                      | 249                                                |
| 2     | Вінницька                                                                       | 105                      | 89                                                 |
| 3     | Житомирська                                                                     | 115                      | 81                                                 |
| 4     | Черкаська                                                                       | 90                       | 81                                                 |
| 5     | Чернігівська                                                                    | 95                       | 79                                                 |

### Склад
- апарат Офісу
- Управління Північного офісу Держаудитслужби у Вінницькій області
- Управління Північного офісу Держаудитслужби в Житомирській області
- Управління Північного офісу Держаудитслужби в Черкаській області
- Управління Північного офісу Держаудитслужби в Чернігівській області

### Керівництво
Начальник офісу — Король Олексій

### Основні показники діяльності
| № 3/п | Найменування області/ рік                | Недоотримано фінансових ресурсів (виявлено) | Недоотримано фінансових ресурсів (виявлено) | Недоотримано фінансових ресурсів (виявлено) | Недоотримано фінансових ресурсів (виявлено) | Недоотримано фінансових ресурсів (виявлено) | Незаконні витрати ресурсів (виявлено) | Незаконні витрати ресурсів (виявлено) | Незаконні витрати ресурсів (виявлено) | Незаконні витрати ресурсів (виявлено) | Незаконні витрати ресурсів (виявлено) | Нецільові витрати ресурсів (виявлено) | Нецільові витрати ресурсів (виявлено) | Нецільові витрати ресурсів (виявлено) | Нецільові витрати ресурсів (виявлено) | Нецільові витрати ресурсів (виявлено) | Недостачі ресурсів (виявлено) | Недостачі ресурсів (виявлено) | Недостачі ресурсів (виявлено) | Недостачі ресурсів (виявлено) | Недостачі ресурсів (виявлено) |
| № 3/п | Найменування області/ рік                | 2016                                        | 2017                                        | 2018                                        | 2019                                        | І півріччя 2023                             | 2016                                  | 2017                                  | 2018                                  | 2019                                  | І півріччя 2023                       | 2016                                  | 2017                                  | 2018                                  | 2019                                  | І півріччя 2023                       | 2016                          | 2017                          | 2018                          | 2019                          | І півріччя 2023               |
| 1     | Вінницька                                | 8 975,16                                    | 1 287,87                                    | 1 509,03                                    | 648,61                                      | 24 189.58                                   | 32 865,12                             | 3 354,10                              | 9 957,21                              | 5 923,92                              | 40 020.95                             | 313,76                                | 0,00                                  | 1 008,30                              | 9 340,62                              | 3 144.25                              | 131,52                        | 2 179,67                      | 2 065,15                      | 922,83                        | 760.97                        |
| 2     | Житомирська                              | 1 054,37                                    | 8 995,82                                    | 4 151,85                                    | 406,95                                      | 24 263.50                                   | 28 646,52                             | 17 870,54                             | 13 494,03                             | 1 529,63                              | 33 008.24                             | 0,00                                  | 0,00                                  | 2 312,69                              | 69,44                                 | 0.00                                  | 1 949,17                      | 1 976,80                      | 28,18                         | 54,42                         | 1 247.24                      |
| 3     | Черкаська                                | 8 907,78                                    | 2 253,38                                    | 4 238,54                                    | 0,00                                        | 6 130.99                                    | 27 021,63                             | 19 280,34                             | 14 557,96                             | 23 863,63                             | 68 840.70                             | 1 510,05                              | 26,83                                 | 880,33                                | 1 262,10                              | 2 643.92                              | 2 433,15                      | 3,56                          | 88,75                         | 0,00                          | 141.66                        |
| 4     | Чернігівська                             | 3 267,27                                    | 2 955,16                                    | 2 382,66                                    | 8 270,70                                    | 12 345.25                                   | 13 797,26                             | 21 818,75                             | 16 274,68                             | 13 259,61                             | 14 258.35                             | 285,49                                | 513,49                                | 1 852,33                              | 1 058,87                              | 3 331.46                              | 1 191,62                      | 11,39                         | 3,03                          | 24,54                         | 78.84                         |
| 5     | Північний офіс Держаудитслужби (м. Київ) | 56 943,91                                   | 13 105,66                                   | 36 433,18                                   | 4 279,80                                    | 9 558.39                                    | 122 343,12                            | 28 328,44                             | 74 720,68                             | 28 296,31                             | 125 637.05                            | 23 816,17                             | 5 183,58                              | 3 241,11                              | 6 119,50                              | 2 390.62                              | 818,98                        | 1 010,27                      | 332,14                        | 25,08                         | 7 459.55                      |

## Північно-східний офіс Держаудитслужби

### Утворення та штатне наповнення
Під час утворення до складу офісу приєднано реорганізовані територіальні органи Державної фінансової інспекції , а саме: Державна фінансова інспекція в Луганській області; Державна фінансова інспекція в Полтавській області; Державна фінансова інспекція в Харківській області; Державна фінансова інспекція в Сумській області.
У складі Офісу утворено як структурні підрозділи управління в Луганській, Полтавській, Сумській областях.
Управління здійснюють свої повноваження на території адміністративно-територіальної одиниці за їх місцезнаходженням відповідно.
На території Харківської області реалізацію державного фінансового контролю здійснює апарат Офісу.
Штатне наповнення офісу станом на 01.07.2017
| № з/п | Міжрегіональні територіальні органи Держаудитслужби та їх підрозділи в областях | Штатна чисельність посад | Фактично укомплектовано посад станом на 01.01.2017 |
| 1     | Північно-східний офіс (м. Харків)                                               | 195                      | 148                                                |
| 2     | Луганська                                                                       | 95                       | 38                                                 |
| 3     | Полтавська                                                                      | 110                      | 80                                                 |
| 4     | Сумська                                                                         | 70                       | 56                                                 |

### Склад
- апарат Офісу;
- Управління Північно-східного офісу Держаудитслужби в Луганській області;
- Управління Північно-східного  офісу Держаудитслужби в Полтавській області;
- Управління Північно-східного офісу Держаудитслужби в Сумській області.

### Керівництво
Начальник офісу — Косінов Станіслав Анатолійович;

### Основні показники діяльності
| № п/п | Найменування області/рік                          | Недоотримано фінансових ресурсів (виявлено) | Недоотримано фінансових ресурсів (виявлено) | Недоотримано фінансових ресурсів (виявлено) | Недоотримано фінансових ресурсів (виявлено) | Недоотримано фінансових ресурсів (виявлено) | Незаконні витрати ресурсів (виявлено) | Незаконні витрати ресурсів (виявлено) | Незаконні витрати ресурсів (виявлено) | Незаконні витрати ресурсів (виявлено) | Незаконні витрати ресурсів (виявлено) | Нецільові витрати ресурсів (виявлено) | Нецільові витрати ресурсів (виявлено) | Нецільові витрати ресурсів (виявлено) | Нецільові витрати ресурсів (виявлено) | Нецільові витрати ресурсів (виявлено) | Недостачі ресурсів (виявлено) | Недостачі ресурсів (виявлено) | Недостачі ресурсів (виявлено) | Недостачі ресурсів (виявлено) | Недостачі ресурсів (виявлено) |
| № п/п | Найменування області/рік                          | 2016                                        | 2017                                        | 2018                                        | 2019                                        | І півріччя 2023                             | 2016                                  | 2017                                  | 2018                                  | 2019                                  | І півріччя 2023                       | 2016                                  | 2017                                  | 2018                                  | 2019                                  | І півріччя 2023                       | 2016                          | 2017                          | 2018                          | 2019                          | І півріччя 2023               |
| 1     | Луганська                                         | 1293,18                                     | 32,95                                       | 1702,06                                     | 1269,02                                     | 0.00                                        | 3807,95                               | 25216,56                              | 10242,68                              | 19093,77                              | 15500.12                              | 270,49                                | 34,78                                 | 0,00                                  | 7700,06                               | 0.00                                  | 323,7                         | 5400,25                       | 0,41                          | 519,89                        | 0.00                          |
| 2     | Полтавська                                        | 16 848,14                                   | 7 008,26                                    | 12 473,47                                   | 837,33                                      | 16 433.86                                   | 10 362,55                             | 11 239,59                             | 19 007,67                             | 7 276,77                              | 18 523.90                             | 137,12                                | 0,00                                  | 0,00                                  | 0,00                                  | 0.00                                  | 2,47                          | 11,05                         | 4 714,15                      | 0,00                          | 0.00                          |
| 3     | Сумська                                           | 10 549,64                                   | 1 292,60                                    | 1 790,99                                    | 246,71                                      | 0.00                                        | 12 115,52                             | 5 083,44                              | 4 949,33                              | 2 611,78                              | 11 026.28                             | 0,00                                  | 0,00                                  | 132,27                                | 0,00                                  | 0.00                                  | 52,21                         | 1,96                          | 10,47                         | 3 813,68                      | 0.00                          |
| 4     | Північно-східний офіс Держаудитслужби (м. Харків) | 30 228,94                                   | 10 286,39                                   | 5 472,72                                    | 78 866,34 5                                 | 5 857.26                                    | 82 006,45                             | 16 404,25                             | 60 575,13                             | 47 779,75                             | 62 741.41                             | 469,74                                | 96,15                                 | 413,64                                | 165,12                                | 531.67                                | 634,03                        | 46,97                         | 893,17                        | 594,59                        | 1 026.97                      |

## Східний офіс Держаудитслужби

### Утворення та штатне наповнення
Під час утворення до складу офісу приєднано реорганізовані територіальні органи Державної фінансової інспекції, а саме: Державна фінансова інспекція в Дніпропетровській області; Державна фінансова інспекція в Донецькій області; Державна фінансова інспекція в Запорізькій області;
Державна фінансова інспекція в Кіровоградській області.
У складі Офісу утворено як структурні підрозділи управління в Донецькій, Запорізькій, Кіровоградській областях.
Управління здійснюють свої повноваження на території адміністративно-територіальної одиниці за їх місцезнаходженням відповідно.
На території Дніпропетровської області реалізацію державного фінансового контролю здійснює апарат Офісу.
Штатне наповнення офісу станом на 01.07.2017
| № з/п | Міжрегіональні територіальні органи Держаудитслужби та їх підрозділи в областях | Штатна чисельність посад | Фактично укомплектовано посад станом на 01.01.2017 |
| 18    | Східний офіс (м. Дніпро)                                                        | 200                      | 154                                                |
| 19    | Донецька                                                                        | 125                      | 87                                                 |
| 20    | Запорізька                                                                      | 105                      | 93                                                 |
| 21    | Кіровоградська                                                                  | 75                       | 61                                                 |

### Склад
- апарат Офісу;
- Управління Східного офісу Держаудитслужби в Донецькій області;
- Управління Східного офісу Держаудитслужби в Запорізькій області;
- Управління Східного офісу Держаудитслужби в Кіровоградській області.

### Історія
На початку 90-х років тепер уже минулого століття ініціативна група у складі головного контролера-ревізора Міністерства фінансів УРСР по Дніпропетровській області Володимира Єпіфановича Тахтая та однодумців з інших областей зважилася на те, щоб закласти підвалини нової служби та розгорнути процес її становлення. Логічним завершенням великої підготовчої роботи стало прийняття Верховною Радою 26 січня 1993 року Закону «Про державну контрольно-ревізійну службу в Україні».
      У цьому ж році було створене і контрольно-ревізійне управління в Дніпропетровській області, яке очолив В. Є. Тахтай.
       Наступні 1994—1995 рр. були періодом творчого пошуку, дерзань, становлення важливого органу державної влади, покликаного здійснювати функції контролю за використанням бюджетних коштів. Напрацьовувався, зокрема, досвід проведення ревізій і перевірок в умовах реформування економіки, зміцнювався кадровий потенціал та матеріально-технічна база служби в області. Вирішено розпочати спорудження першої в Україні адміністративної будівлі КРУ. Колектив, керований В. Є. Тахтаєм, не лише забезпечував контроль за використанням державних фінансових ресурсів, а й розробляв нові форми і методи його здійснення. До ГоловКРУ постійно вносились пропозиції про необхідність створення й розробки нормативно-правової та методологічної бази служби, впровадження комп'ютерних технологій та розширення напрямків державного контролю.

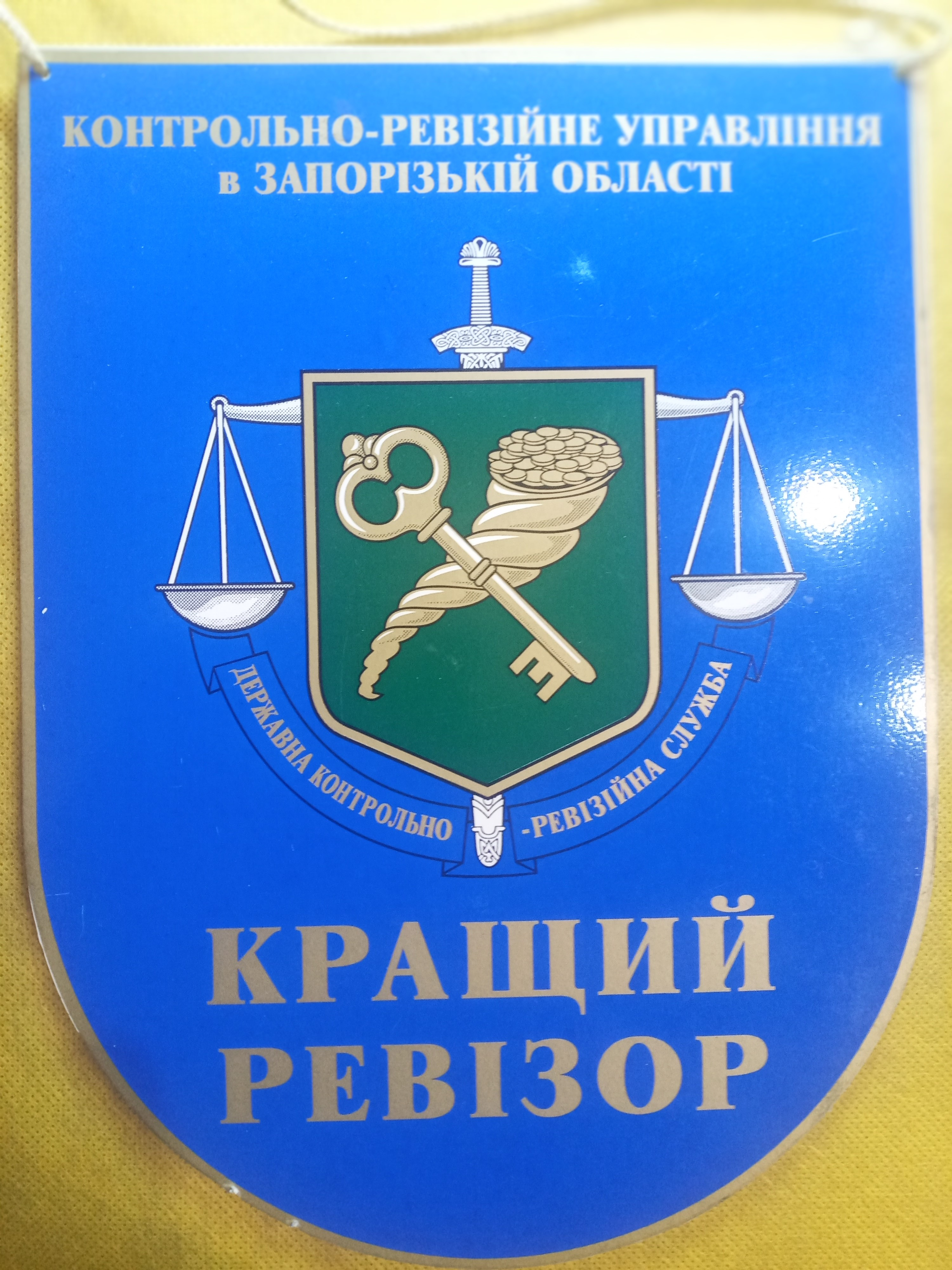
Вимпел «Кращий ревізор КРУ в Запорізькі області»

### Кадровий потенціал
КРУ в Дніпропетровській області стало місцем формування значної кількості керівних кадрів для ГоловКРУ, Держфінінспекції та Держаудитслужби.
Так в різний час із складу управління вийшли такі керівники: заступник міністра фінансів — начальник ГоловКРУ — Тахтай Володимир Єпіфанович;
Голова ГоловКРУ — Рубан Наталія Івнівна;
Голова Держаудитслужби — Гаврилова Лідія Володимирівна;
заступник голови Держаудитслужби — Шкуропат Олександр Григорович;.

### Керівництво
Начальник офісу — Довгий Валентин Вільямсович

### Діяльність
Особливістю діяльності Східного офісу Держаудитслужби є державний фінансовий контроль у ключових для цього регіону об'єкті промисловості та галузях господарства.
Зокрема здійснюється контроль за діяльністю підпорядкованих державі об'єктів вугільної промисловості.
Державний фінансовий аудит державного підприємства «Селидіввугілля» за період 2016—2018 роки та виявив численні порушення.
Аудитори зазначили, що за  січень 2016 — листопад 2018 ДП «Селидіввугілля» та його відокремлені підрозділи внаслідок продажу вугілля  операторам оптового ринку за ціною нижчою від собівартості втратило доходи на загальну суму 1,6 мільярдів гривень.
За цей самий період внаслідок реалізації ДП «Селидіввугілля» продукції  стороннім фізичним та комерційним особам за ціною нижче від собівартості, втрачені доходи зафіксовані на позначці 379,4 мільйонів гривень.
Аудитори зафіксували тенденцію до зменшення обсягів видобутку вугілля внаслідок відсутності дозволів на розробку нових родовищ та обмаль коштів на їх освоєння.
Також здійснюється контроль за діяльністю підпорядкованих державі об'єктів машинобудування.
Так Фахівці Східного офісу Держаудитслужби під час планової ревізії окремих питань фінансово-господарської діяльності приватного акціонерного товариства «Дніпропетровський тепловозоремонтний завод» виявили порушення, що призвели до втрат фінансових та матеріальних ресурсів, на суму понад 1 млн грн.

### Основні показники діяльності
| № п/п | Найменування області/рік              | Недоотримано фінансових ресурсів (виявлено) | Недоотримано фінансових ресурсів (виявлено) | Недоотримано фінансових ресурсів (виявлено) | Недоотримано фінансових ресурсів (виявлено) | Недоотримано фінансових ресурсів (виявлено) | Незаконні витрати ресурсів (виявлено) | Незаконні витрати ресурсів (виявлено) | Незаконні витрати ресурсів (виявлено) | Незаконні витрати ресурсів (виявлено) | Незаконні витрати ресурсів (виявлено) | Нецільові витрати ресурсів (виявлено) | Нецільові витрати ресурсів (виявлено) | Нецільові витрати ресурсів (виявлено) | Нецільові витрати ресурсів (виявлено) | Нецільові витрати ресурсів (виявлено) | Недостачі ресурсів (виявлено) | Недостачі ресурсів (виявлено) | Недостачі ресурсів (виявлено) | Недостачі ресурсів (виявлено) | Недостачі ресурсів (виявлено) |
| № п/п | Найменування області/рік              | 2016                                        | 2017                                        | 2018                                        | 2019                                        | І півріччя 2023                             | 2016                                  | 2017                                  | 2018                                  | 2019                                  | І півріччя 2023                       | 2016                                  | 2017                                  | 2018                                  | 2019                                  | І півріччя 2023                       | 2016                          | 2017                          | 2018                          | 2019                          | І півріччя 2023               |
| 1     | Східний офіс Держаудитслужби (Дніпро) | 7 527,33                                    | 3 452,89                                    | 2 131,51                                    | 7 961,42                                    | 944.46                                      | 49 947,65                             | 66 048,40                             | 47 237,77                             | 44 735,38                             | 99 443.44                             | 1 223,41                              | 2 085,27                              | 0,00                                  | 4 148,01                              | 11 273.98                             | 517,08                        | 1 154,76                      | 139,38                        | 2,53                          | 325.92                        |
| 2     | Донецька                              | 213,12                                      | 18 648,32                                   | 7 399,52                                    | 4 742,52                                    | 28 560.18                                   | 24 394,67                             | 17 102,53                             | 15 816,07                             | 6 594,28                              | 12 265.29                             | 503,40                                | 1 258,72                              | 0,00                                  | 0,00                                  | 0.00                                  | 2 352,99                      | 3,65                          | 499,63                        | 1,20                          | 429.93                        |
| 3     | Запорізька                            | 353 437,52                                  | 166 158,19                                  | 395,72                                      | 170,37                                      | 58 811.62                                   | 10 353,62                             | 11 552,08                             | 26 688,34                             | 3 832,61                              | 37 934.23                             | 288,80                                | 709,73                                | 2 112,65                              | 1 370,84                              | 0.00                                  | 5 330,02                      | 15,04                         | 49,95                         | 216,59                        | 19 578.49                     |
| 4     | Кіровоградська                        | 2 408,01                                    | 5 726,51                                    | 12 693,14                                   | 606,10                                      | 130.29                                      | 5 287,86                              | 8 867,45                              | 15 511,78                             | 8 490,13                              | 55 266.84                             | 0,00                                  | 38,84                                 | 0,00                                  | 9,19                                  | 3 583.73                              | 23 407,20                     | 46,54                         | 88,63                         | 155,42                        | 4.80                          |

## Спорт
Держаудитслужба та її МТО беруть активну участь і у спортивному житті держави. Зокрема збірні команди МТО беруть участь у регіональних і не тільки змаганнях по футзалу.

### 2017 рік
23 серпня 2017 року на полі із штучним покриттям Миколаївського міського стадіону «Піонер» відбувся турнір з міні-футболу присвячений 26-річниці з Дня проголошення Незалежності України, який було проведено за ініціативи Миколаївської обласної державної адміністрації та за сприяння Федерації футболу Миколаївської області.
За результатами змагань переможцями стала команда Миколаївської облдержадміністрації. Друге місце та «срібні» нагороди турніру дісталися представникам творчої інтелігенції, а третє місце зайняли гравці збірної команди Управління Південного офісу Держаудитслужби в Миколаївській області.

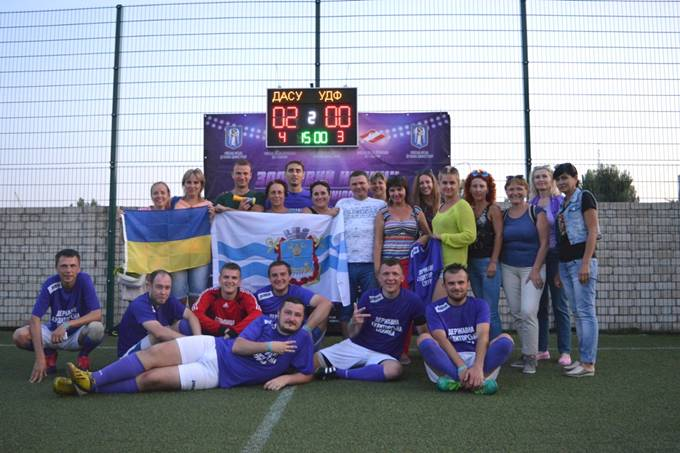
Збірна і група підтримки в Коблево

з 01 по 03 вересня 2017 року команда Держаудитслужби з футзалу (у складі працівників центрального апарату Держаудитслужби Північного та Південного офісів Держаудитслужби) взяла участь у відкритому чемпіонаті міста Києва з футзалу серед збірних команд підприємств, організацій та установ «Кубок виклику 2017», який відбувався у  с. Коблево Миколаївської області. За результатами змагань команда Держаудитслужби виборола право зіграти в XI турнірі «Меморіал Олега Міненкова» за програмою VI Київської міської спартакіади «Здоровий киянин» — Ліга MASTERS.

### 2018 рік

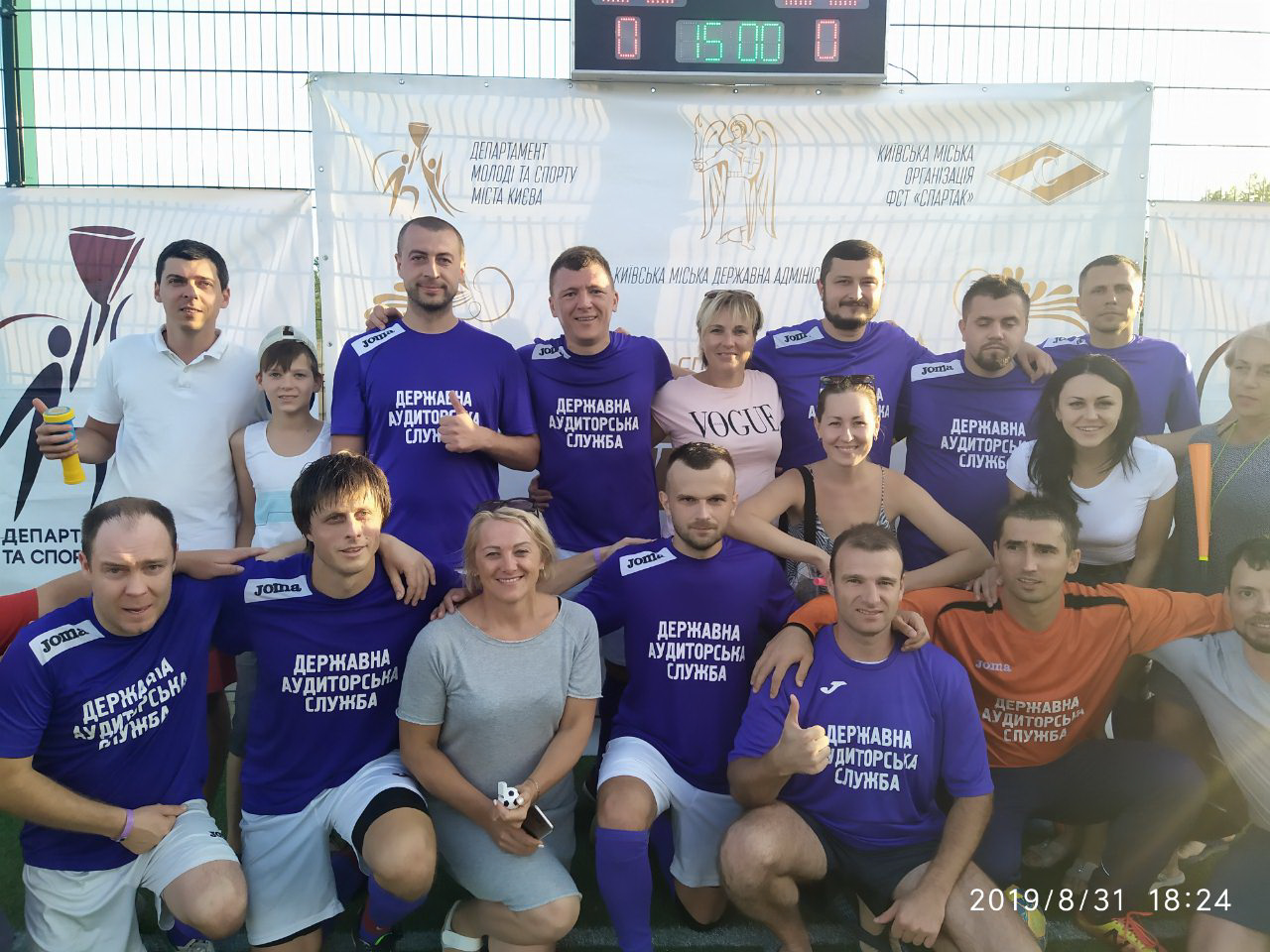
Збірна Держаудитслужби та вболівальники у Коблево 2019 рік

Всеукраїнський турнір з футзалу Державної аудиторської служби України відбувся у вересні 2018 року у місті Києві. У ньому взяли участь команди всіх без винятку офісів служби та центрального апарату.

Перемогу здобула команда центрального апарату Держаудитслужби (по пенальті). Другими стала команда Західного офісу Держаудитслужби.

### 2019
Збірна команда Держаудитслужби виборола  II місце у Відкритому Чемпіонаті міста Києва з футзалу серед команд, підприємств, організацій та державних установ, який проводив КМ ФСТ «Спартак». Протягом 3-х днів з 29 серпня 2019 року відбувалися матчі, а вже 01.09.2019 суддівська колегія оголосила переможців. У Чемпіонаті брали участь 10 команд з м. Києва, Львова, Миколаєва та команди з Республіки  Молдова та Білорусь. В складі збірної команди Держаудитслужби взяли участь окрім працівників центрального апарату Держаудитслужби також по два представники Південного та Північного офісів Держаудитслужби.
Другий всеукраїнський турнір з футзалу Державної аудиторської служби України відбувся 27-28 вересня 2019 року в м. Києві. У ньому взяли участь команди всіх офісів служби та центрального апарату. Перемогу як і у 2018 році святкувала команда центрального апарату Держаудитслужби, яка здолала команду Західного офісу Держаудитслоужби по пенальті. Третьою стала команда Південного офісу Держаудитслужби «Одіссей».

## Галерея

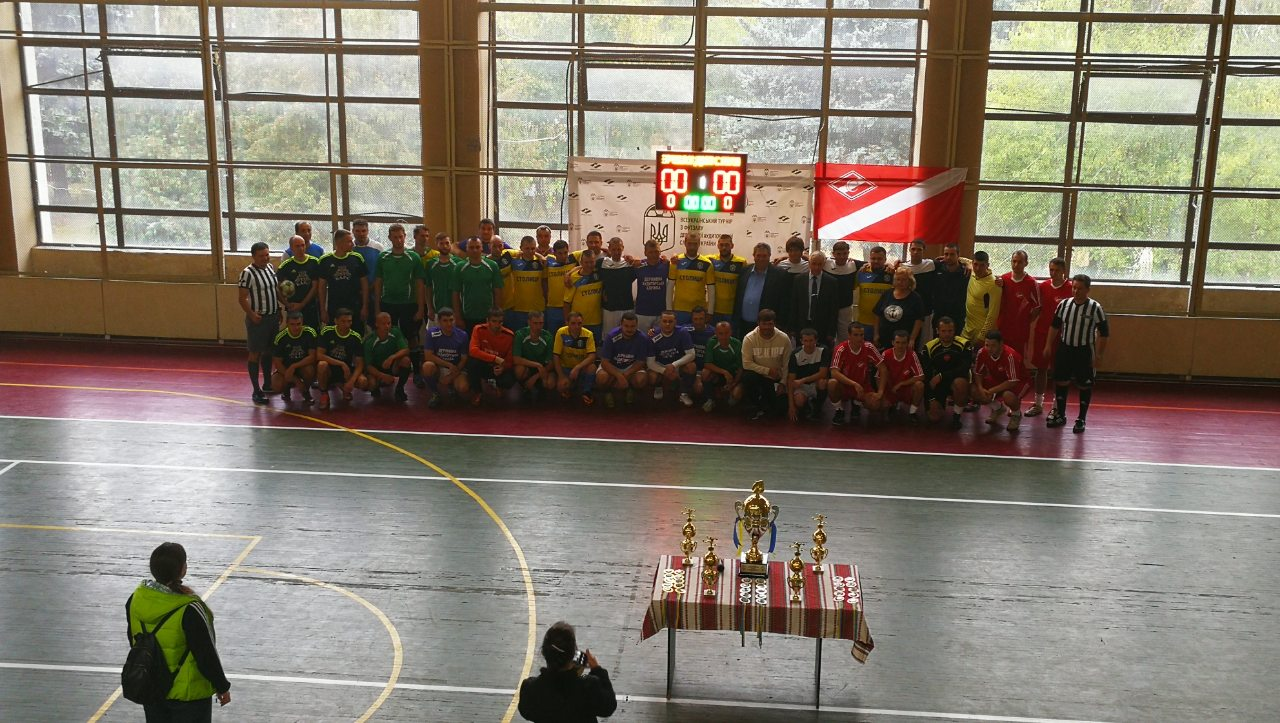
Відкриття турніру органів Держаудитслужби 2019
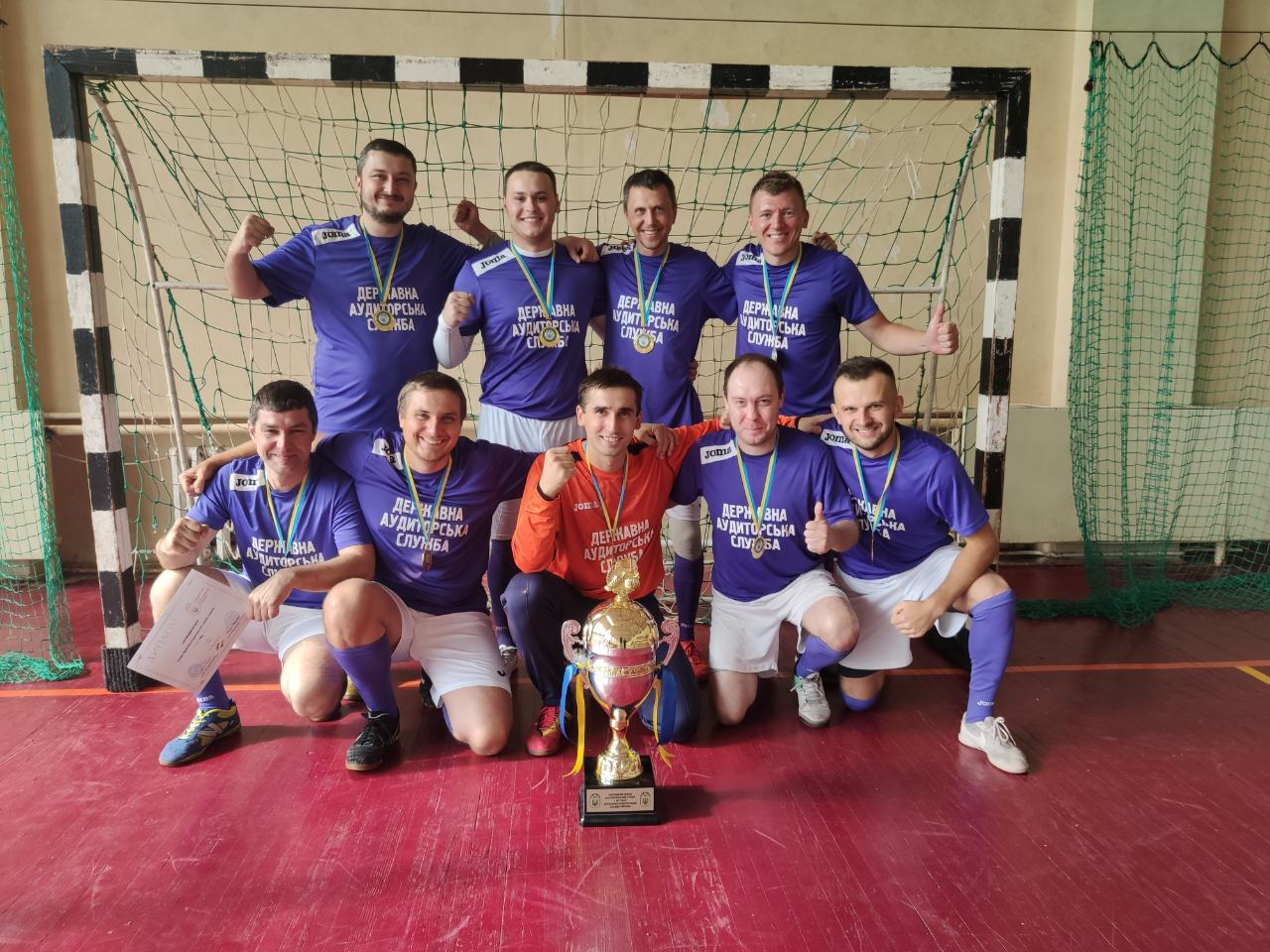
Команда Держаудитслужби 2019
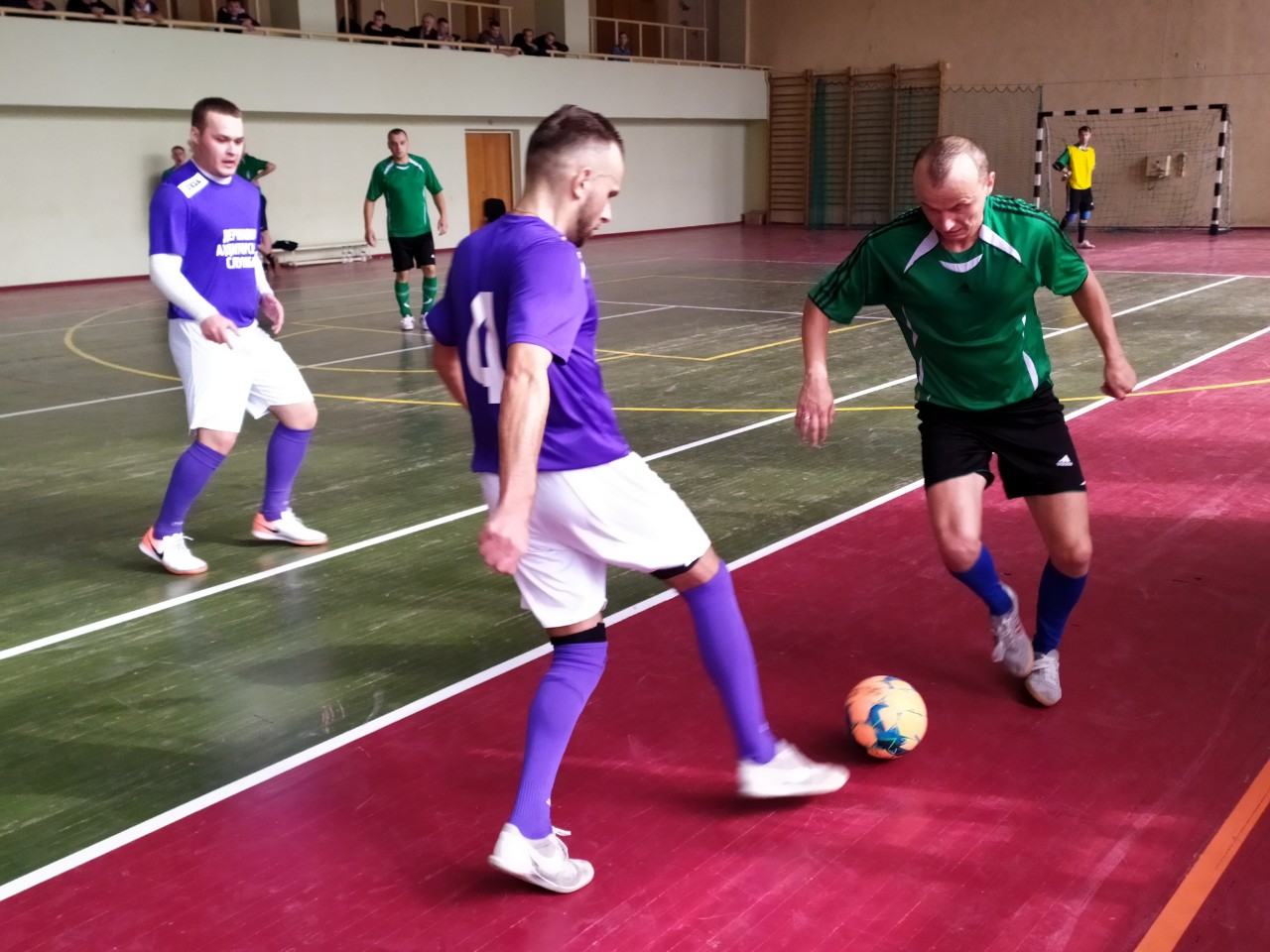
Фінальна боротьба
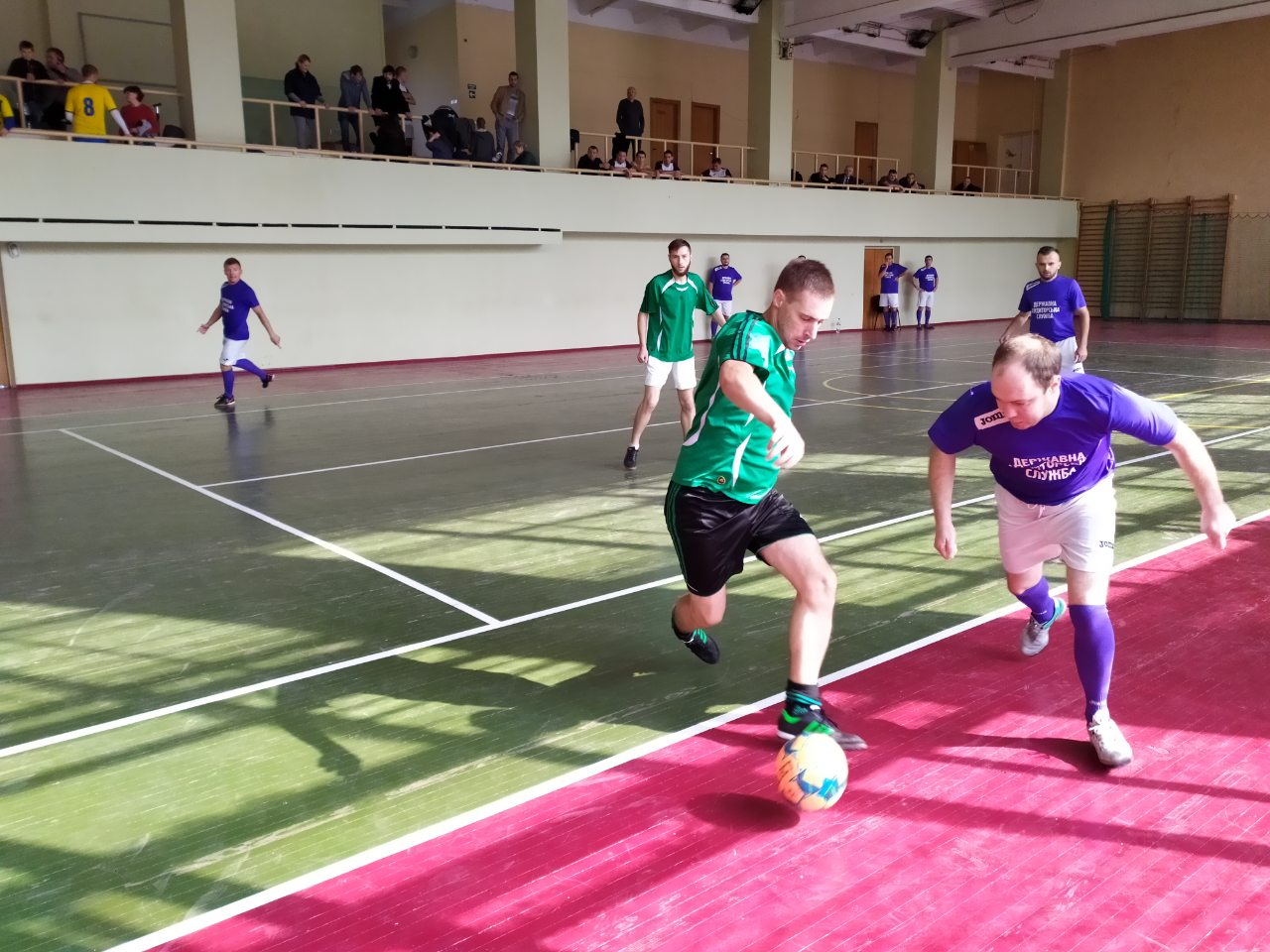
Держаудитслужба в атаці
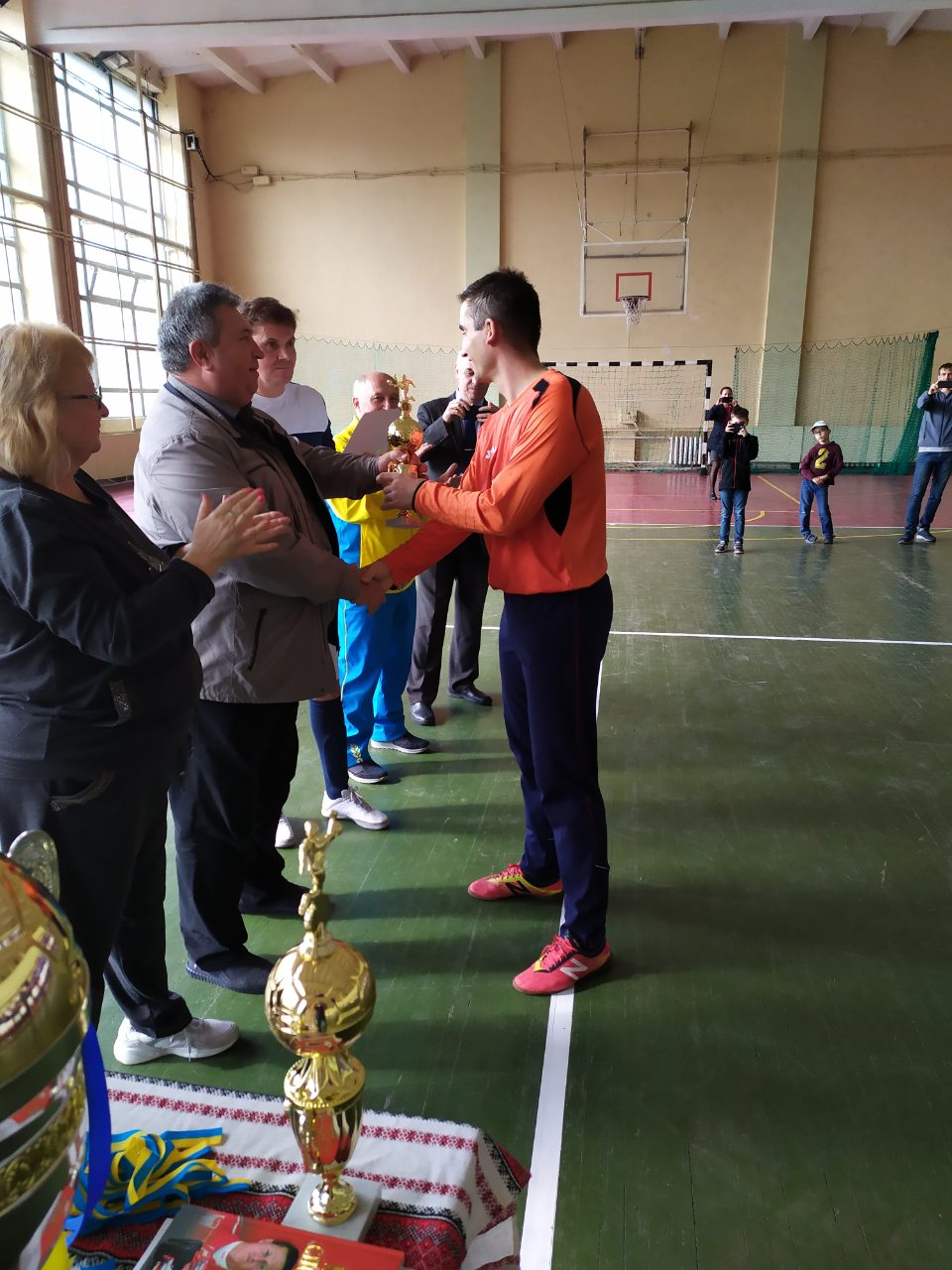
Кращий воротал органів Держаудитслужби 2019 Федір Ворса